# Traité de Berlin (1889)
 (mars 2024).
Si vous disposez d'ouvrages ou d'articles de référence ou si vous connaissez des sites web de qualité traitant du thème abordé ici, merci de compléter l'article en donnant les références utiles à sa vérifiabilité et en les liant à la section « Notes et références ».
Pour les articles homonymes, voir Traité de Berlin.
Le traité de Berlin est le document conclusif de la conférence de Berlin sur l'archipel des Samoa en 1889.
La conférence avait été proposée par le ministre allemand des Affaires étrangères, le comte Herbert von Bismarck (le fils du chancelier) pour réunir à nouveau la conférence ajournée de Washington de 1887 sur le même archipel. Herbert von Bismarck invite les délégations des États-Unis d'Amérique et de l'Empire britannique à Berlin en avril 1889.

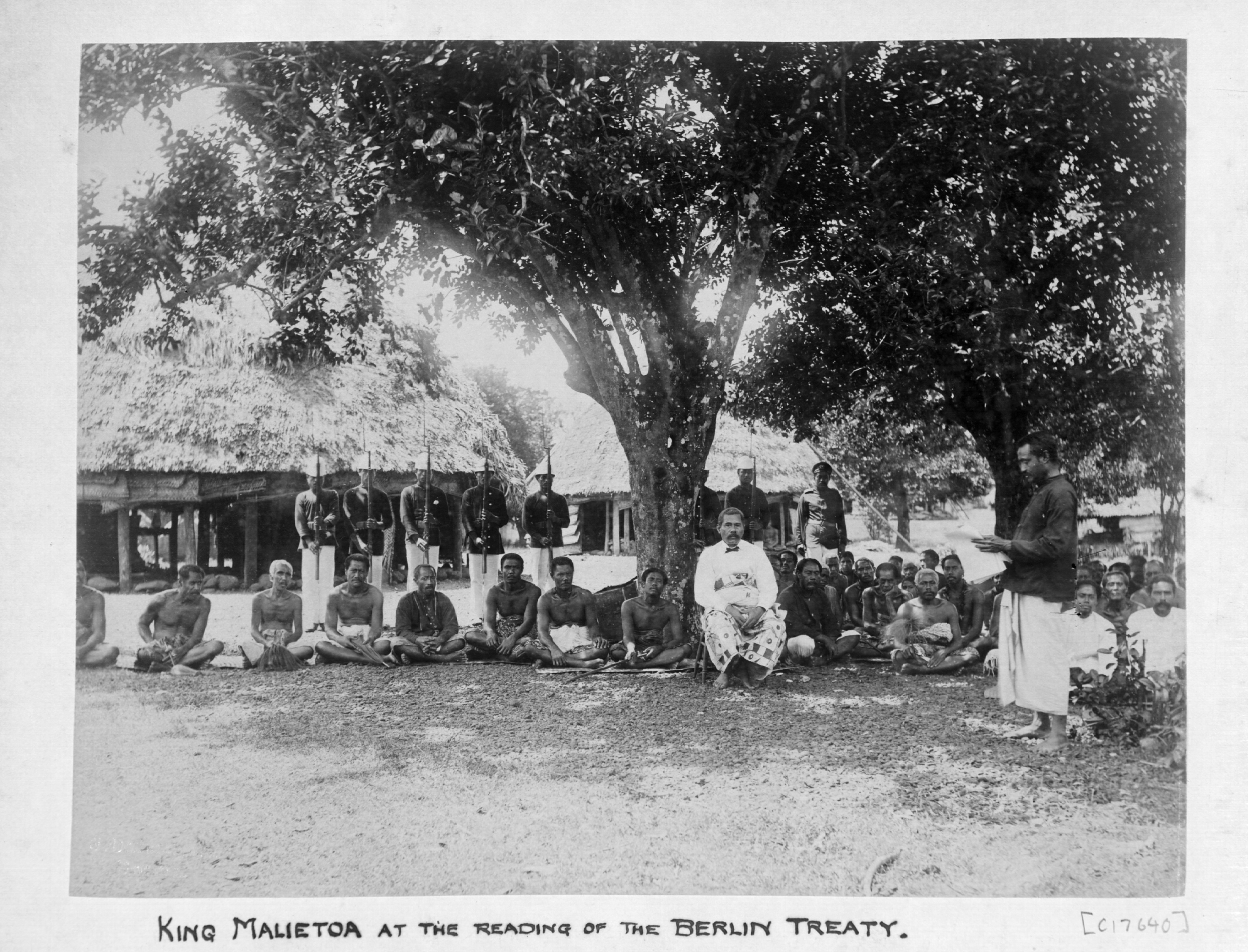
Le roi Malietoa lors de la promulgation de la Convention de Samoa de 1889.

Le traité instaure un condominium entre les États-Unis, l'Allemagne et le Royaume-Uni, afin de garantir les droits de chaque partie avait obtenu au travers de traités séparés avec le régime des Samoa en 1878 et 1879. L'indépendance et la neutralité du gouvernement samoan étaient assurées, les finances publiques restaurées et le roi élu en 1881 remis sur le trône. Afin de renforcer le pouvoir judiciaire, un procureur (Chief Justice) américain-européen a été créé et la municipalité d'Apia rétablie. 
Le traité est signé à Berlin par les trois puissances le 14 juin 1889, les ratifications sont échangées le 12 avril 1890 et acceptées par le gouvernement samoan le 19 avril 1890.
C'est aussi le premier traité à ne pas avoir été négocié en français, la langue diplomatique occidentale, mais en anglais.